# Rakeem Christmas
Rakeem Christmas (Irvington, 1 de dezembro de 1991) é um jogador norte-americano de basquete profissional que atualmente joga pelo  OGM Ormanspor disputando a BSL. Foi escolhido pelos Minnesota Timberwolves na escolha número 36 da segunda ronda Draft da NBA de 2015.
Tem um filho com Jasmine Jordan, filha de Michael Jordan.